# Athena Kottak
Athena Lee Bass (Los Angeles, 8 dicembre 1964) è una batterista statunitense, milita nella band KrunK. È la sorella più giovane di Tommy Lee, nonché ex-cognata dell'attrice Pamela Anderson.

## Biografia
È nata a Los Angeles, California, ed è figlia di David Lee Thomas Bass, un sergente dell'esercito americano, e Vassiliki "Voula" Papadimitriou, miss Grecia 1960 (partecipante anche a Miss Mondo 1960), e sorella del batterista rock Tommy Lee. La sua famiglia si trasferì a Los Angeles un anno prima che Athena nascesse. Cominciò ad interessarsi di musica attorno ai 20 anni. Prima dei KrunK, ha militato nella band tutta al femminile Hardly Dangerous e nella band punk Butt Trumpet. Parallelamente alla sua carriera musicale, Athena è stata anche una conduttrice televisiva nelle trasmissioni VH-1's Behind the Music e E! True Hollywood Story.
Il suo primo marito è stato Scott Atkins, un ex collega. Hanno avuto una figlia Tobi (nata nel 1991) e un figlio Miles (nato nel 1992). Il suo secondo marito è stato James Kottak, membro fondatore dei KrunK ed ex membro della band Scorpions. Hanno avuto un figlio: Matthew (nato nel 1997). Ora sono divorziati.
Nel 2002, Matthew James e Miles David, sono stati battezzati nella chiesa greco-ortodossa di St. Anthony, a Pasadena, California. 
Athena è stata votata come Miglior batterista donna e ha vinto il "Rock City - Rockies".   Nel settimo annuale degli L.A. Music Awards, Athena è stata nominata "MIGLIOR BATTERISTA" (in generale, tra ambo le categorie Maschi/Femmine). È stata la prima donna in assoluto mai nominata nella storia degli L.A. Music Awards.
Dal 2011 in poi ha suonato la batteria con vari artisti e gode dell'endorsement della Rockett Drumworks. Il suo libro "Coming in Second" è stato pubblicato nell'ottobre 2011. Nel 2012, come Athena Kottak, ha preso parte al reality Ex-Wives of Rock.
Athena ha dovuto combattere contro un cancro al seno, ma dal 1999 la malattia è in remissione.
Il 12 dicembre 2018 sua figlia Tobi ha dato alla luce Nova.
Dal 2020 lavora come infermiera di sala.